# ポリオナクス
ポリオナクス (Polyonax)はアメリカのコロラドのデンバー累層（後期白亜紀マーストリヒチアン期）から見つかっている角竜の属の一つ。知られている標本があまりにも貧弱なので、今日では疑問名扱いとなっている。属名は古代ギリシャ語で｢多くを支配する者｣、｢たくさんの物の王｣の意。唯一の種であるP.mortuariusの種小名はラテン語で｢死者｣を意味する。つまり属名と種小名を合わせて｢多くの死者の王｣という意味になる。

## 研究史
1873年にアメリカ西部を探検した時、古生物学者で博物学者のコープは、ある断片的な恐竜の化石を収集し、すぐに新しい属として名前を与えた。それがポリオナクスだった。AMNH FR 3950とナンバリングされたホロタイプは、3つの脊椎骨、四肢の要素、そして角芯から成り、今日では亜成体のものであるとされている。その後、ポリオナクスはハドロサウルスと混同され、トラコドンのシノニムと見なされた。1907年に記録上の最初の角竜が知られるようになってから、ポリオナクスは改めて不確かな標本に基づいた角竜とみなされるようになった。現在では角竜の存在が知られるようになる前の研究の歴史を学ぶ時だけに、時々引用される程度の名前である。最近の研究では、ケラトプス科の疑問名として挙げられている。時々、トリケラトプスのシノニム一覧にその名を見ることができるが、標本が貧弱すぎて本当にトリケラトプスなのかどうか比較することすらできないため、無効名の扱いにはできない。

## 形態
ポリオナクスは四足歩行の大型植物食動物で、頑丈なフリルを備えていた。